# Edgar du Perron
Charles Edgar du Perron (Jatinegara, 2 novembre 1899 – Bergen, 14 maggio 1940) è stato uno scrittore olandese.
La sua famiglia era di origine francese e rimase in Indonesia fino all'età di 22 anni; per qualche anno abitò in Belgio, nel castello di Gistoux e si recò come giornalista a Parigi. 
Dopo un nuovo soggiorno a Bandung tornò in Olanda nel 1939. 
Il suo lavoro fu imperniato su una critica tagliente, rasentante il cinismo, nei riguardi della borghesia e della società contemporanea. 
Fondò nel 1932 la rivista Forum, insieme allo scrittore Menno ter Braak, in quegli anni rivista letteraria molto seguita. 

## Opere
- Manuscrit trouvé dans une poche, 1923
- Bij gebrek aan ernst, del 1926
- Poging tot afstand, poema del 1927
- Nutteloos verzet, 1929
- Parlando, poema del 1930
- Voor kleine parochie - Per una piccola parrocchia, saggio del 1931
- Vriend of vijand, 1931
- Mikrochaos - Microcaos, raccolta di poesie pubblicate con lo pseudonimo di Duco Perkens, 1932
- Tegenonderzoek, 1933
- Uren met Dirk Coster, saggio del 1933
- De smalle mens - La "mens" angusta, saggio filosofico del 1934
- Het land van herkomst - Il paese d'origine, racconto autobiografico del 1935 sulle sue esperienze parigine
- Blocnote klein formaat - Block-notes di piccolo formato, saggio del 1936
- De man van Lebak, 1937
- Multatuli, tweede pleidooi, 1938
- Schandaal in Holland, 1939
- De grijze dashond - Parlando, raccolta di poesie, postuma, con prefazione di Simon Vestdijk, 1941
- Een grote stilte, 1942
- Scheepsjournaal van Arthur Ducroo, 1943